# Valerie Steele
Valerie Steele (Boston, 1955) es una historiadora de moda estadounidense, directora del Museo del Fashion Institute of Technology desde 2003.

## Biografía
Como comisaria, ha curado más de 20 exposiciones en los últimos diez años, incluyendo Gothic: Dark Glamour; Love & War: The Weaponized Woman; The Corset: Fashioning the Body; and Femme Fatale: Fashion in Fin-de-Siècle Paris.
Además, Steele es la editora en jefe de Fashion Theory: The Journal of Dress, Body & Culture (Berg Publishers), una revista académica que fundó en 1997. También es la autora de numerosos libros, incluyendo Gothic: Dark Glamour; The Corset: A Cultural History; Paris Fashion; Fifty Years of Fashion: New Look to Now and Women of Fashion: 20th-Century Designers.
Da conferencias frecuentemente y ha aparecido en varios  programas de televisión, incluyendo The Oprah Winfrey Show. Luego, apareció en el especial de PBS, The Way We Wear (La forma en que vestimos), fue descrita en The Washington Post como «una de las mujeres más inteligentes de la moda». A menudo es citada en medios de comunicación, incluso, se le hizo un perfil en Forbes y en The New York Times y apareció en la lista de "Los 50 más poderosos de la moda” del New York Daily News.

## Trabajos selectos
- Gothic: Dark Glamour, Yale University Press, 2008, ISBN 0-300-13694-3 / 9780300136944 / 0-300-13694-3.
- Encyclopedia of clothing and fashion (editor in chief), Charles Scribner's Sons, 2005, ISBN 0-684-31451-7.
- Fashion, Italian style, Yale University Press, 2003, ISBN 0-300-10014-0.
- The Fan: Fashion and Femininity Unfolded, Rizzoli International Publications, 2002, ISBN 0-8478-2446-2.
- The Red Dress, Rizzoli International Publications, 2001, ISBN 0-8478-2392-X.
- The Corset: a cultural history, Yale University Press, 2001, ISBN 0-300-09071-4.
- Shoes: a lexicon of style, Rizzoli International Publications, 1999, ISBN 0-8478-2166-8.
- China chic : East meets West (with John S. Major), Yale University Press, 1999, ISBN 0-300-07930-3.
- Bags: a lexicon of style (with Laird Borrelli), Scriptum Publishers, 1999, ISBN 1-902686-04-7.
- Fifty years of fashion: new look to now, Yale University Press, 1997, ISBN 0-300-07132-9.
- Fetish: fashion, sex, and power, Oxford University Press, 1996, ISBN 0-19-509044-6.
- Women of fashion: twentieth-century designers, Rizzoli International Publications, 1991, ISBN 0-8478-1394-0.
- Men and women: dressing the part (editor, with Claudia Brush Kidwell), Smithsonian, 1989, ISBN 0-87474-559-4.
- Paris fashion: a cultural history, Oxford University Press, 1998, ISBN 0-19-504465-7.
- Fashion and eroticism: ideals of feminine beauty from the Victorian era to the Jazz Age, Oxford University Press, 1985, ISBN 0-19-503530-5.